# Svjetsko prvenstvo u vaterpolu 1986.
Svjetsko prvenstvo u vaterpolu 1986. održano je u Madridu od 14. do 22. kolovoza.

## Turnir

### Skupina A
| Nadnevak     | 1. momčad  | Ishod  | 2. momčad  |
| ------------ | ---------- | ------ | ---------- |
| 14. kolovoza | Mađarska   | 16 : 2 | Izrael     |
|              | Italija    | 8 : 7  | Španjolska |
| 15. kolovoza | Italija    | 9 : 8  | Mađarska   |
|              | Španjolska | 21 : 6 | Izrael     |
| 16. kolovoza | Italija    | 7 : 5  | Izrael     |
|              | Španjolska | 7 : 5  | Mađarska   |

|    | Tablica    | I | Pob. | Ner. | Por. | Pos. P | Prim. P | RP  | Bodovi |
| -- | ---------- | - | ---- | ---- | ---- | ------ | ------- | --- | ------ |
| 1. | Italija    | 3 | 3    | 0    | 0    | 24     | 20      | +4  | 6      |
| 2. | Španjolska | 3 | 2    | 0    | 1    | 35     | 19      | +16 | 4      |
| 3. | Mađarska   | 3 | 1    | 0    | 2    | 29     | 18      | +11 | 2      |
| 4. | Izrael     | 3 | 0    | 0    | 3    | 13     | 44      | -31 | 0      |

### Skupina B
| Nadnevak     | 1. momčad   | Ishod   | 2. momčad  |
| ------------ | ----------- | ------- | ---------- |
| 14. kolovoza | Jugoslavija | 12 : 4  | Australija |
| 15. kolovoza | Kuba        | 12 : 10 | Australija |
| 16. kolovoza | Jugoslavija | 11 : 11 | Kuba       |

|    | Tablica     | I | Pob. | Ner. | Por. | Pos. P | Prim. P | RP  | Bodovi |
| -- | ----------- | - | ---- | ---- | ---- | ------ | ------- | --- | ------ |
| 1. | Jugoslavija | 2 | 1    | 1    | 0    | 23     | 15      | +8  | 3      |
| 2. | Kuba        | 2 | 1    | 1    | 0    | 23     | 21      | +2  | 3      |
| 3. | Australija  | 2 | 0    | 0    | 2    | 14     | 24      | -10 | 0      |

### Skupina C
| Nadnevak     | 1. momčad | Ishod  | 2. momčad  |
| ------------ | --------- | ------ | ---------- |
| 14. kolovoza | Njemačka  | 8 : 3  | Kanada     |
|              | Francuska | 5 : 4  | Nizozemska |
| 15. kolovoza | Kanada    | 8 : 4  | Nizozemska |
|              | Njemačka  | 10 : 4 | Francuska  |
| 16. kolovoza | Francuska | 9 : 6  | Kanada     |
|              | Njemačka  | 8 : 7  | Nizozemska |

|    | Tablica    | I | Pob. | Ner. | Por. | Pos. P | Prim. P | RP  | Bodovi |
| -- | ---------- | - | ---- | ---- | ---- | ------ | ------- | --- | ------ |
| 1. | Njemačka   | 3 | 3    | 0    | 0    | 26     | 14      | +12 | 6      |
| 2. | Francuska  | 3 | 2    | 0    | 1    | 18     | 20      | -2  | 4      |
| 3. | Kanada     | 3 | 1    | 0    | 2    | 17     | 21      | -4  | 2      |
| 4. | Nizozemska | 3 | 0    | 0    | 3    | 15     | 21      | -6  | 0      |

### Skupina D
| Nadnevak     | 1. momčad | Ishod   | 2. momčad |
| ------------ | --------- | ------- | --------- |
| 14. kolovoza | SSSR      | 16 : 10 | Brazil    |
|              | SAD       | 13 : 3  | Grčka     |
| 15. kolovoza | SAD       | 15 : 6  | Brazil    |
|              | SSSR      | 12 : 7  | Grčka     |
| 16. kolovoza | SAD       | 10 : 8  | SSSR      |
|              | Brazil    | 9 : 9   | Grčka     |

|    | Tablica | I | Pob. | Ner. | Por. | Pos. P | Prim. P | RP  | Bodovi |
| -- | ------- | - | ---- | ---- | ---- | ------ | ------- | --- | ------ |
| 1. | SAD     | 3 | 3    | 0    | 0    | 38     | 17      | +21 | 6      |
| 2. | SSSR    | 3 | 2    | 0    | 1    | 36     | 27      | +9  | 4      |
| 3. | Brazil  | 3 | 0    | 1    | 2    | 25     | 40      | -15 | 1      |
| 4. | Grčka   | 3 | 0    | 1    | 2    | 19     | 34      | -15 | 1      |

### Skupina E
| Nadnevak     | 1. momčad   | Ishod   | 2. momčad  |
| ------------ | ----------- | ------- | ---------- |
| 18. kolovoza | Jugoslavija | 10 : 6  | Španjolska |
|              | Italija     | 9 : 7   | Kuba       |
| 19. kolovoza | Kuba        | 12 : 11 | Španjolska |
|              | Jugoslavija | 8 : 5   | Italija    |

|    | Tablica     | I | Pob. | Ner. | Por. | Pos. P | Prim. P | RP | Bodovi |
| -- | ----------- | - | ---- | ---- | ---- | ------ | ------- | -- | ------ |
| 1. | Jugoslavija | 3 | 2    | 1    | 0    | 29     | 22      | +7 | 5      |
| 2. | Italija     | 3 | 2    | 0    | 1    | 22     | 22      | 0  | 4      |
| 3. | Kuba        | 3 | 1    | 1    | 1    | 30     | 31      | -1 | 3      |
| 4. | Španjolska  | 3 | 0    | 0    | 3    | 24     | 30      | -6 | 0      |

### Skupina F
| Nadnevak     | 1. momčad | Ishod  | 2. momčad |
| ------------ | --------- | ------ | --------- |
| 18. kolovoza | SSSR      | 13 : 4 | Francuska |
|              | SAD       | 10 : 9 | Njemačka  |
| 19. kolovoza | SAD       | 6 : 6  | Francuska |
|              | SSSR      | 9 : 8  | Njemačka  |

|    | Tablica   | I | Pob. | Ner. | Por. | Pos. P | Prim. P | RP  | Bodovi |
| -- | --------- | - | ---- | ---- | ---- | ------ | ------- | --- | ------ |
| 1. | SAD       | 3 | 2    | 1    | 0    | 26     | 23      | +3  | 5      |
| 2. | SSSR      | 3 | 2    | 0    | 1    | 30     | 22      | +8  | 4      |
| 3. | Njemačka  | 3 | 0    | 2    | 1    | 27     | 23      | +4  | 2      |
| 4. | Francuska | 3 | 0    | 1    | 2    | 14     | 29      | -15 | 1      |

### Poluzavršnica
| 1. momčad   | Ishod  | 2. momčad |
| ----------- | ------ | --------- |
| SAD         | 9 : 10 | Italija   |
| Jugoslavija | 8 : 7  | SSSR      |

### Za treće mjesto
| 1. momčad | Ishod                  | 2. momčad |
| --------- | ---------------------- | --------- |
| SAD       | 6 : 8 (dva produžetka) | SSSR      |

### Završnica
| 1. momčad   | Ishod                       | 2. momčad |
| ----------- | --------------------------- | --------- |
| Jugoslavija | 12 : 11 (četiri produžetka) | Italija   |